# بيت خيلاني

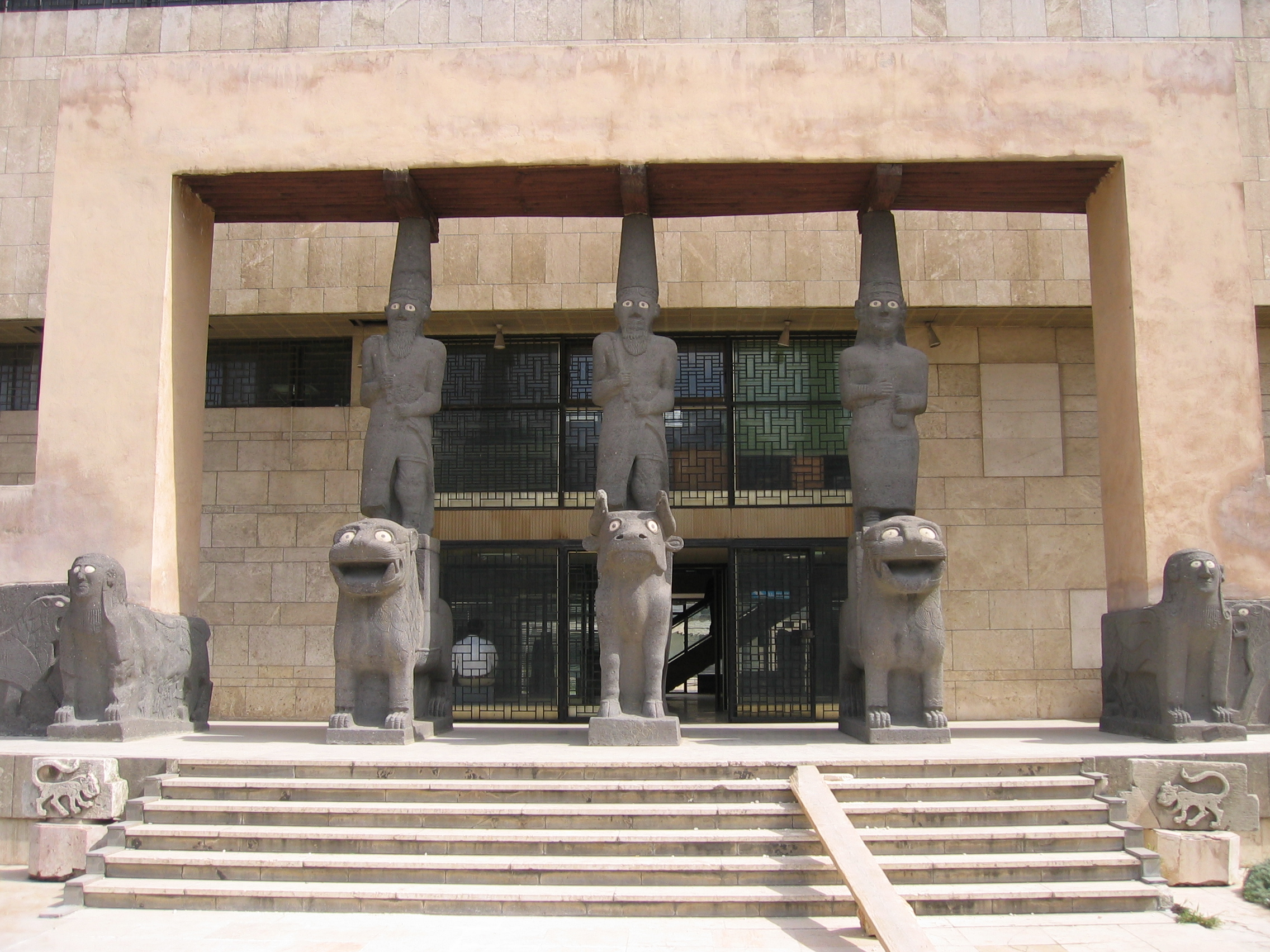
مدخل المتحف الوطني في حلب هو إعادة بناء قصر تل حلف

بيت خيلاني أو بيت خيلان أو بيت هيلان (بالأكدية Bīt-Ḫilān) هو شكل المبنى الذي شاع في آسيا الصغرى والشرق الأوسط اعتبارا من 1500 حتى نهاية القرن السابع قبل الميلاد . جرى اشتقاق المصطلح من الكلمة الحثية "ḫilatar، ḫilannaš" والتي تعني مبنى أو دارة
ظهر أول بيت خيلاني في القرن  16 قبل الميلاد في قصر ملوك يمحاض في ألالاخ (تل عطشانا، جنوب شرق تركيا). عند بعض الباحثين تعد بيوت خيلاني ابتكارًا حوريًا . وفي الفترة الحثية المتأخرة ، أصبح نمط خيلاني شكلاً واسع النتشار من أشكال الهندسة المعمارية في الأناضول وشمال سوريا، في تل حلف مثلًا منذ القرن التاسع قبل الميلاد وفي تل الشيخ حمد من القرن 7 قبل الميلاد. كذلك أتخذت قصور الإمبراطورية  الآشورية وأبنية في فلسطين ( مجدو ) في هذا الوقت شكل بيت خيلاني.
تتألف البيوت من نمط خيلاني من قاعة مركزية يحدها على الجانبان بنيتان ممتدتان متوازيتان مستطيلاتان. تكون الواجهة، مع المدخل الواسع بين البنيتين، وتكون مزينة بالأدراج أو الأعمدة أو النقوش النافرة، وتتموضع غالباً على الجانب الطويل من القاعة،  في الطرف المقابل، تنتهي القاعة بجزء ضيق من المبنى مع سلسلة من الغرف يمكن الوصول إليها من القاعة، و يؤدي الدرج إلى جانب البوابة إلى الطابق العلوي.
كانت بيوت خيلاني مبانٍ مستقلة ، يمكن أن تقع داخل مجمع قصر أكبر، وكانت لها وظائف علمانية (غير دينية) ، على الرغم من أن شكل قاعة المدخل ربما يكون مستمدًا من المعابد.

## أدب
- جيرد براون: من بيت هيلاني إلى قصر وارتبورغ. Nünnerich-Asmus Verlag، Mainz 2018. ISBN 978-3-961760-27-5 .
- جلين دانيال : موسوعة علم الآثار . Gustav Lübbe، Bergisch Gladbach 1980، p. 198، ISBN 3-930656-37-X
- هنري فرانكفورت: أصل بيت الحلاني. في: العراق ، المجلد 14 ، لا. 2 ، خريف 1952 ، ص 120-131
- ميركو نوفاك : هيلاني ولوستغارتن. In: M. Novák، F. Prayon، A.-M. ويتكي (ed. ): التأثير الخارجي للحيز الثقافي الراحل . ( أولد أورينت والعهد القديم 323) ، 2004 ، ص. 335-372 ، ردمك 3-934628-63-X ( عبر الإنترنت )
- فريدريش واشتسموث : ما هو> حلاني <، يا له من حلاني <؟ In: Journal of the Oriental Oriental Society ، Bd. 108، Harrassowitz، Wiesbaden 1958، pp 67–73
- ليونارد وولي : بلاد ما بين النهرين وغرب آسيا. فن الشرق الأوسط. Holle Verlag، Baden-Baden 1961، pp. 133–135

## دليل المواقع
- لمحة تاريخية وأثرية. نسخة محفوظة 5 مارس 2005 على موقع واي باك مشين. جامعة بوسطن